# Hallshuk

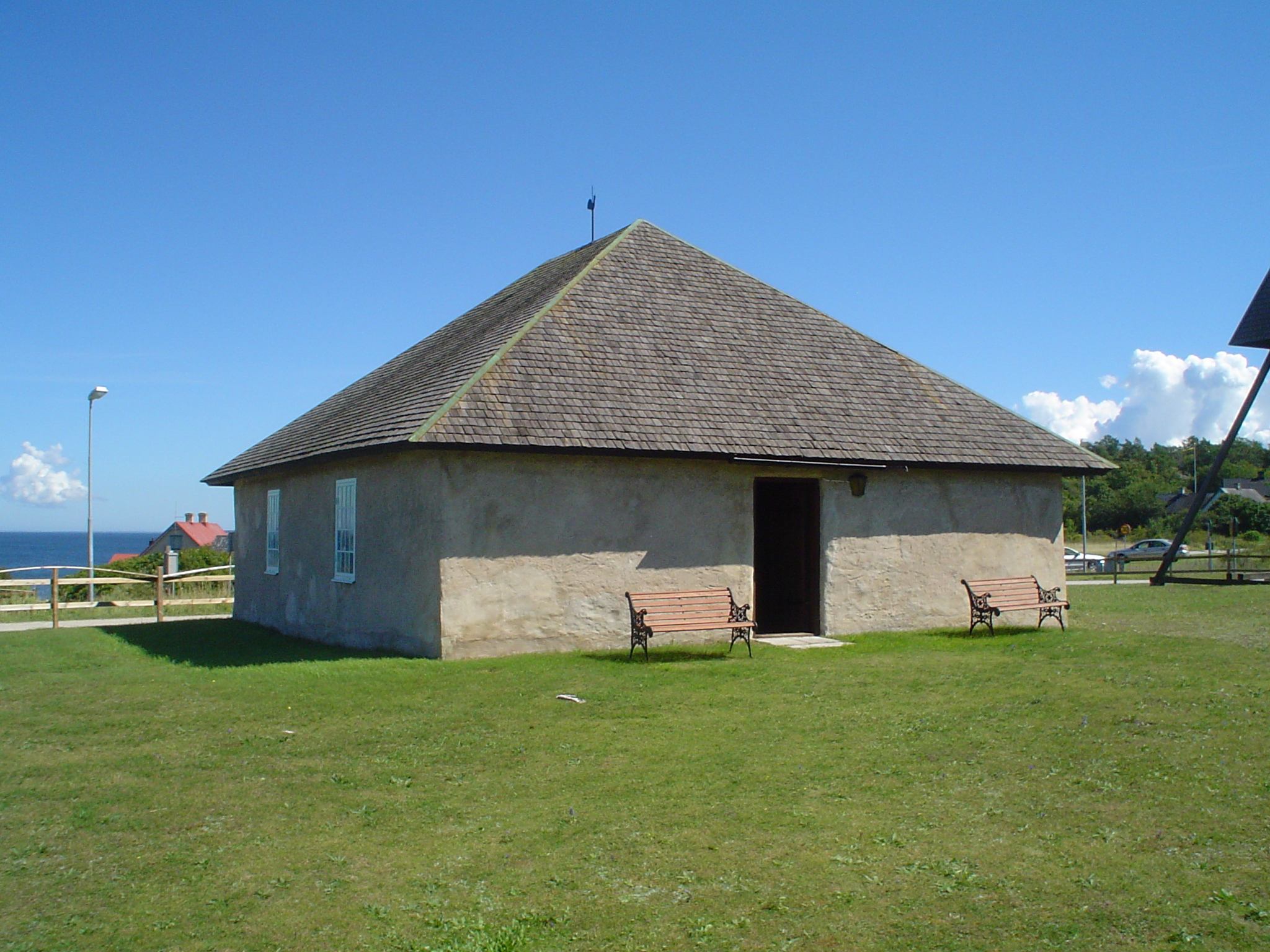
Kapelle von Hallshuk

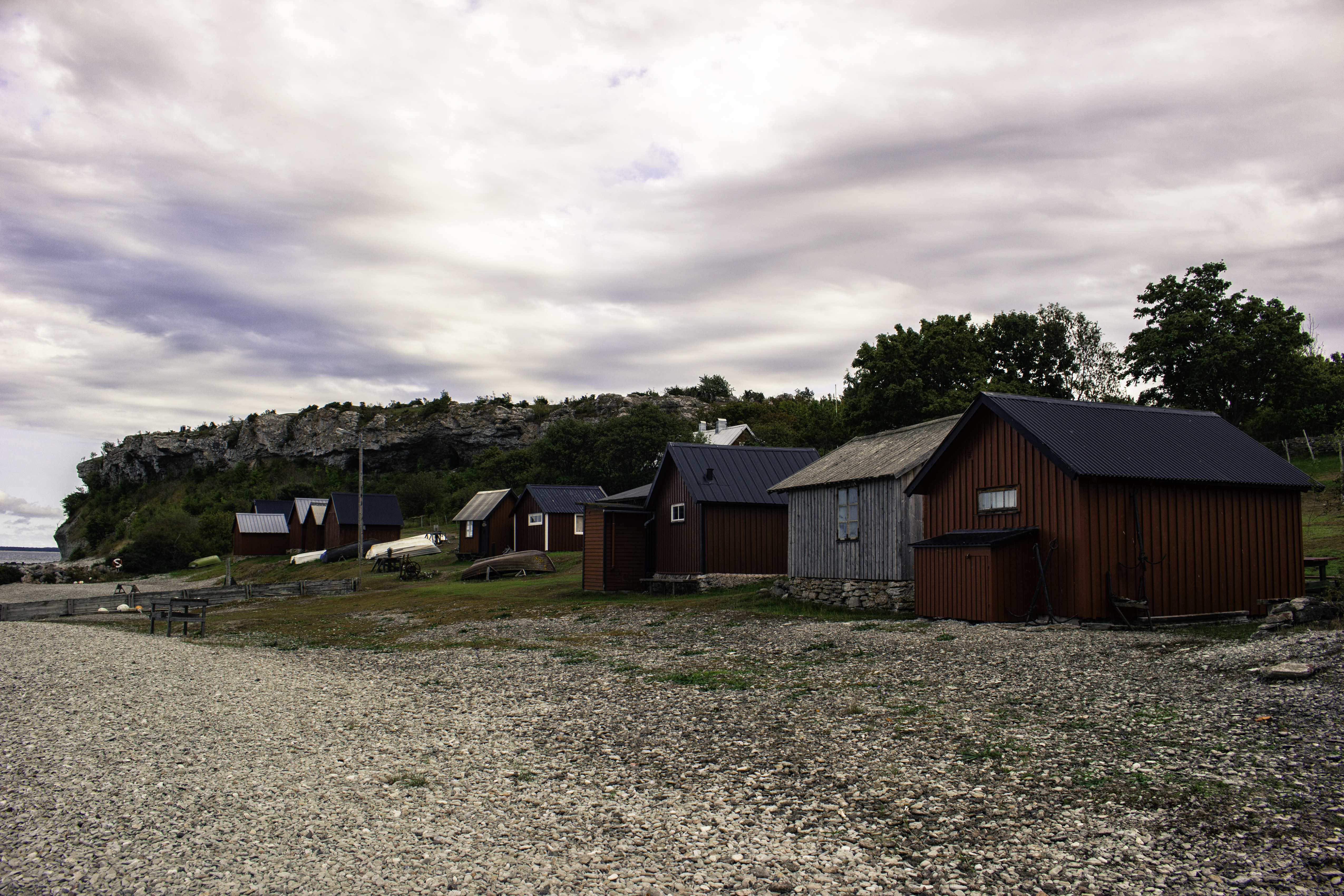
Hallshuk

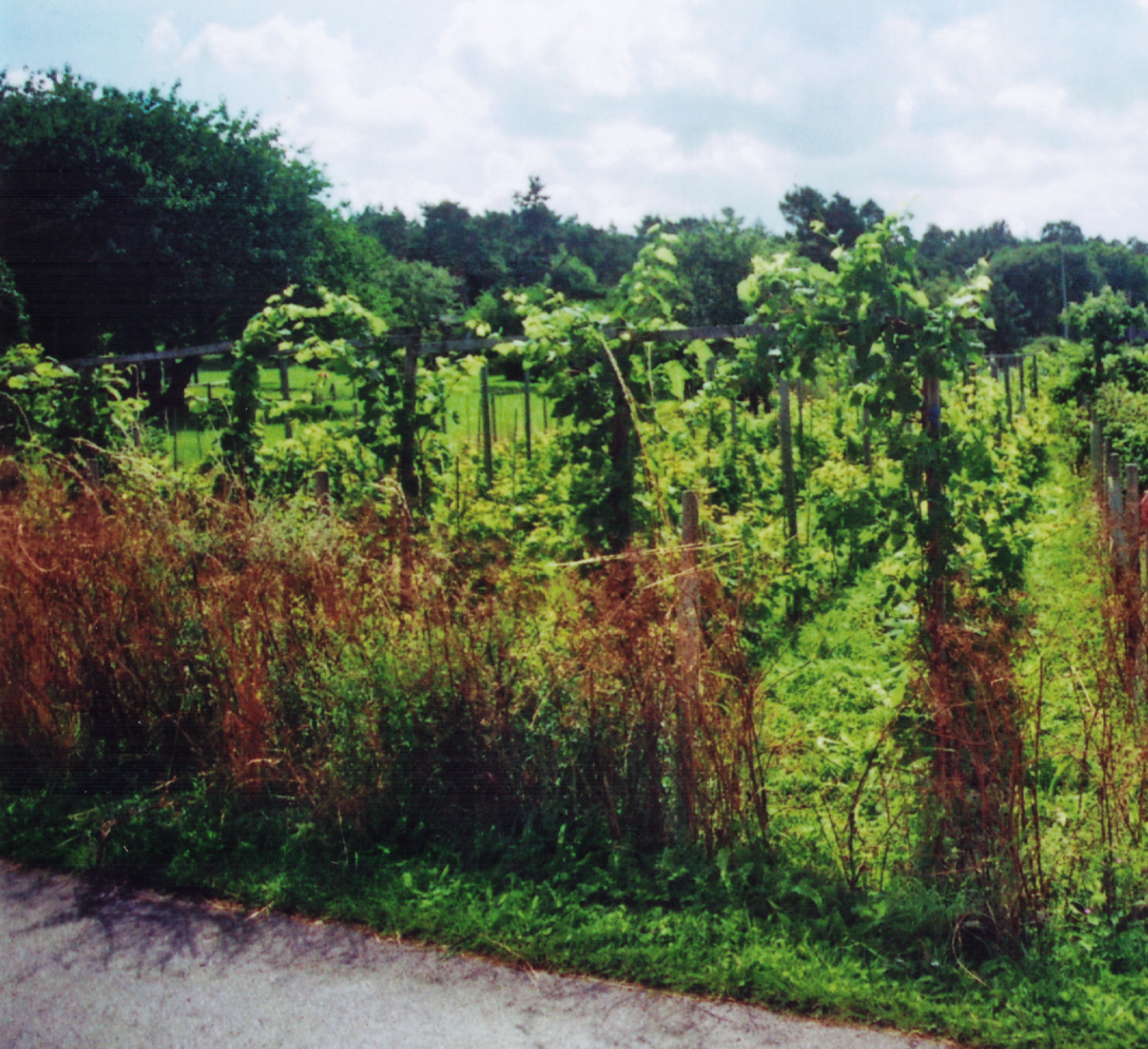
Weinanbau bei Hallshuk

Hallshuk ist eine Fischerstelle (schwedisch fiskeläge) auf der schwedischen Insel Gotland, die saisonal genutzt wurde bzw. wird. Hallshuk liegt nördlich des Dorfes Kappelshamn an der westlichen der beiden Nordspitzen Gotlands. Die überwiegend von Steilküsten geprägte Gegend besitzt keinen natürlichen Hafen. Hallshuk befindet sich im Naturreservat Hall-Hangvar, das das größte der Insel ist. Der Ort wird außerdem als Teil des Reichsinteresses Hall aufgrund seines kulturhistorischen Wertes geschützt.
Nach Hallshuk kamen während der Fangsaison nicht nur die Bauern aus der Umgebung, sondern auch Fischer aus Visby, Västergarn und Gnisvärd. Sie wohnten dort in beheizbaren Buden, die es in großer Zahl unterhalb des Abhanges gab. Die Holzbuden zeigen mit dem Giebel zum Meer und haben steile Dächer. Hinter ihnen liegt der Netzgarten zum Trocknen der Netze. Das Fischerdorf liegt an einer Bucht, die durch die Steilküste vor Winden aus Ost und Nordost geschützt ist. Dass es trotz ungünstiger Hafenverhältnisse gedeihen konnte, hängt mit den reichen Fanggründen zusammen. Im Jahre 1927 wurde der heutige Hafen mit den Molen gebaut.
Aus dem 17. Jahrhundert stammt auch die kleine Kapelle, die Königin Kristina den Fischern schenkte, nachdem Gotland 1645 wieder schwedisch geworden war. Der bei der Kapelle befindliche Glockenturm wurde zu einem späteren Zeitpunkt errichtet.
Vor Hallshuk lag einst eines der ertragsreichsten Fischereigebiete Gotlands. Die Jahre 1600–1680, 1747–1809 und 1877–1906 waren einträgliche Fangperioden für Heringe. Neben dem Ostseehering (Strömling) war der Dorschfang von ebensolcher Bedeutung wie der Fang von Plattfischen. Später ging man zum Lachsfang über.
Heute wird Hallshuk von Sportfischern genutzt und ist ein touristischer Ausflugsort. In Hallshuk wird auch Wein angebaut.